# Daniël Wyttenbach
Daniël Albert Wyttenbach (født 7. august 1746 i Bern, død 17. januar 1820 i Oesgeest) var en schweizisk-tysk-nederlandsk filolog. 
Efter at have studeret i Marburg og Göttingen vakte han 1769 opmærksomhed ved sin Epistola critica ad D. Ruhnkenium og begav sig derefter til Leyden, hvor han studerede under Ruhnken, hvis efterfølger som professor han blev 1799 efter tidligere (fra 1779) at have været professor i Amsterdam, dels i filologi, dels i filosofi. Hans hovedværk er en stor udgave af Plutarchs Moralia (8 bind, 1795—1830 og 1796—1835); af hans filosofiske skrifter kan nævnes Præcepta philosophiæ logicæ (1782). Efter hans død udkom hans Opuscula varii argumenti (2 bind, Leyden 1821).